# Hames-Boucres
Hames-Boucres is een gemeente in het Franse departement Pas-de-Calais (regio Hauts-de-France). De gemeente maakt deel uit van het arrondissement Calais. Hames-Boucres telde op 1 januari 2022 1.428 inwoners.

## Geschiedenis
In de Romeinse periode werd het grondgebied doorsneden door de Leulène, een Romeinse weg vanuit Terwaan richting Sangatte.
Oude vermeldingen van zowel Hames als Boucres dateren uit de 11de eeuw. Hames was een belangrijke heerlijkheid in het Graafschap Guînes en had een versterkt kasteel. In het midden van de 14de eeuw kwam het gebied in Engelse handen, wat duurde tot 1558. Het kasteel werd rond 1560 gesloopt. Zowel Hames als Boucres hadden een eigen kerk. De kerk van Hames werd in het midden van de 18de eeuw getroffen door een bliksem en raakte in verval.
Op het eind van het ancien régime werd Hames en Boucres beide een gemeente. De kerk van Boucres werd verkocht als nationaal goed, maar bleef bewaard. De kerk van Hames verdween helemaal. De parochies werden verenigd. In 1819 werden de gemeenten Hames (439 inwoners in 1806) en Boucres (206 inwoners in 1806) samengevoegd in de gemeente Hames-Boucres.
In 1873 werd in Hames een kapel opgericht, de Chapelle Sainte-Victoire.

## Geografie
De oppervlakte van Hames-Boucres bedroeg op 1 januari 2022 12,82 vierkante kilometer; de bevolkingsdichtheid was toen 111,4 inwoners per km². De gemeente heeft een langwerpig grondgebied: van noord naar zuid strekt ze zich uit over zo'n acht km, terwijl van oost naar west het smalste stuk minder dan twee kilometer breed is. Het dorpscentrum ligt in het zuidelijk deel, waar zich de oude dorpskernen van Boucres en Basse Hames bevinden. In het uiterste noorden, op de grens met Coulogne aan het kanaal van Calais naar Guînes ligt het gehucht Planche Tournoire. Tussen beide kernen ligt het gehucht Rue d'Hames.
Het landschap varieert van het laaggelegen broekland rond Calais in het noorden naar het begin van de Artische heuvels in het zuiden.

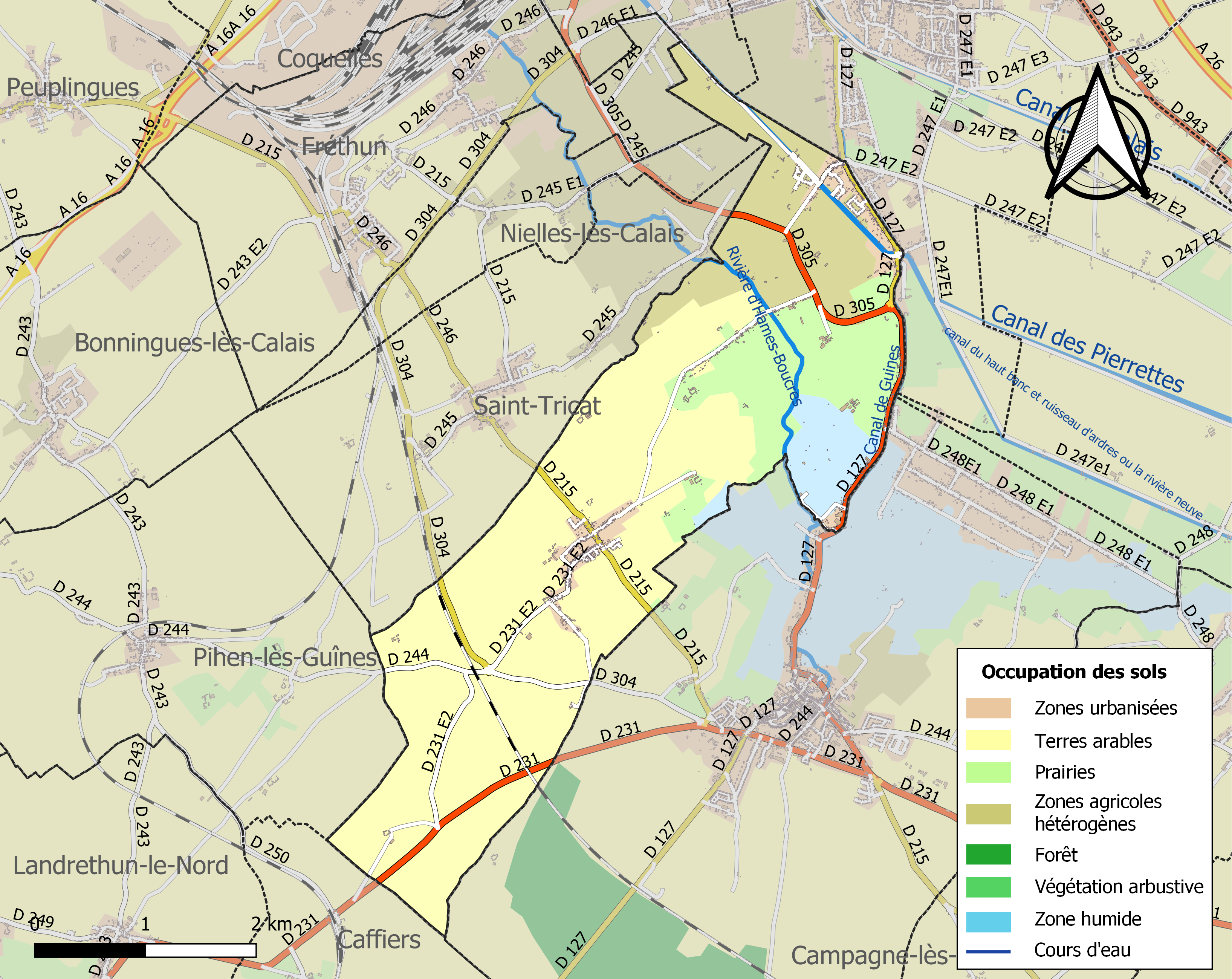
Kaart van de gemeente met belangrijkste infrastructuur, bodemgebruik en omliggende gemeenten

## Bezienswaardigheden
- De Église Saint-Martin
- Op het kerkhof van Hames-Boucres bevinden zich drie Britse oorlogsgraven uit de Tweede Wereldoorlog

## Demografie
Onderstaande figuur toont het verloop van het inwonertal (bron: INSEE-tellingen).

## Politiek
Burgemeesters van Hames-Boucres waren:
- 1825-1840 : Louis-Henri de Foucault
- 1840-1858 : Jules de Foucault
- 1858-1878 : Philigone Guche
- 1878-1885 : Amédée de Foucault
- 1885-1891 : Jules Lefebvre
- 1891-1902 : Baron de Saint-Paul
- 1902-1912 : Clément Lemattre
- 1912-1936 : Robert Smith
- 1936-1945 : Paul Mercier
- 1945-1947 : Ernest Delrue
- 1947-1962 : Georges Pinchon
- 1962-1971 : George Dagbert
- 1971-2008 : Pierre Allender
- 2008-... René Lotte